# Syndikat
Ett syndikat är en sammanslutning av företag eller personer med ett gemensamt syfte. Det ursprungliga franska ordet används främst om fackföreningar, men idag handlar det också om truster, karteller, publiceringssyndikat samt kriminella ligor.
Ordet syndikat kommer från det franska syndicat vilket innebär en administratör, från det latinska ordet syndicus som i sin tur kommer från det grekiska ordet syndikos som betyder "kommissionär", "ombud" eller "advokat".